# Кенопа
Кенопа (лат. Kenopia striata) — вид воробьиных птиц из семейства земляных тимелий, единственный в одноимённом (Kenopia).

## Ареал и места обитания
Обитает только на Малайском полуострове и островах Суматра и Калимантане, на территории Брунея, Индонезии, Малайзии и Таиланда (в нескольких местах в южной части страны). Прежде эти птицы жили и в Сингапуре. Кенопа встречается на земле и в нижнем ярусе широколиственных влажных субтропических и тропических лесов, обычно ниже 650 м.

## Описание
Весят в среднем по 19,8 г.
Угрозой для вида является утрата мест обитания (обезлесивание), МСОП присвоил таксону охранный статус «Виды, близкие к уязвимому положению» (NT).